# Політична реклама
Полі́тична рекла́ма — це будь-яка реклама, як система методів психологічної дії на масову аудиторію з метою управління їхньою політичною поведінкою, направлена на зміну або закріплення тих або інших політичних переконань.
Однією з найдавніших політичних реклам є реклама: «Я, Ріно, з острова Крит, по волі богів тлумачу сновидіння» — їй уже понад 2500 років.
Виник цей вид реклами в рабовласницькій демократії Стародавньої Греції, в ході проведення рекламних зборів. У Стародавньому Римі стали використовуватись рекламні гасла і заклики. Роль політичної реклами виконували статуї правителів, полководців, на яких висікались різні написи. «Граффіто» написи в Помпеї, наприклад, «Рибаки, вибирайте Попідія Руфа». або ж «Якщо хтось відкине Квінтія, той та всядеться поряд з ослом».
Сьогоднішня політична реклама значно відрізняється від античної. Вона набула більшого вдосконалення. Замість статуй або графіто використовуються білборди, банери, радіо, ТБ, інтернет, соцмережі та інші ресурси. Перед рекламістами стоїть завдання створити унікальну зразкову рекламу, яка покаже сильні сторони кандидата, зацікавить найширшу аудиторію виборців, змінить щось у свідомості людей. Так це має бути щось просте, зрозуміле, але не примітивне.
Відповідно до цього виділяють такі основні вимоги до політичної реклами:
- Символічність — ґрунтується на прийнятих в суспільстві традиціях;
- Концептуальність — головна ідея має задовольняти актуальні суспільні проблеми;
- Неповторність;
- Доступність — зрозумілість інформації.

Основні соціально-психологічні вимоги до побудови політичної реклами:
1. визначення цілей і завдань на основі досліджених соціально-психологічних потреб електорату;
2. Доступність програми партій для електорату;
3. неповторність іміджу політика;
4. вибір засобів для демонстрації рекламного продукту;
5. необхідність фінансування;
6. реалізація зворотного зв'язку з електоратом.

Основні психологічні вимоги до політичної реклами:
- Мажорність (введення засобів, які створюють відчуття впевненості у кандидаті);
- Оптимістичність (позитивні мотиви);
- Звернення до зовнішньої атрибутики (колірна гама, символи, музичний супровід тощо).

Усна політична реклама.
Глашатаї стародавнього Риму та Греції оповіщали громадян на вулицях про справи в державі, про початок воєн і великих військових походів, рекрутували добровольців в армію. На стіні в Помпеї виявлені написи, що закликають голосувати за сенатора Марка Публія Фурія, за свідченням автора написи, — порядну і поважну людину. Автор прямо звертається до громадян зі словами: «Я запевняю вас, він хороша людина і за нього варто проголосувати на виборах» *. Марк Тулій Цицерон, який прославився своїми викривальними промовами проти Катіліни, продовжив свою усну негативну рекламу проти Марка Антонія за його роман з Клеопатрою, звинувативши його в фемінізації римської політики, і був страчений. Реклама під час першої та другої світових воєн активно використовувалася для покупок облігацій військових позик. Воєнний час породив рекламу оборонних проектів, патріотичної активності. Усна реклама передавалася вже за допомогою радіо.

## Політична реклама в Україні
Політична реклама в Україні — це будь-які не заборонені законами України друковані, усні, звукові та аудіовізуальні види і форми ідейного впливу на людей, що мають на меті прямо або опосередковано привернути увагу до суб'єктів виборчого процесу, сформувати у суспільстві та у свідомості громадян позитивне або негативне ставлення до них або спрямувати політичну поведінку громадян і соціальних груп у їх ставленні до суб'єктів виборчого процесу під час виборів, у тому числі інформаційні повідомлення про заходи, що проводяться або підтримуються із вказаною метою. Час мовлення, відведений на політичну рекламу на радіо та телебаченні, не може перевищувати 20 відсотків фактичного обсягу мовлення протягом астрономічної доби телерадіоорганізацією будь-якої форми власності.
Стаття 66 Закону України «Про вибори народних депутатів України»
Політична реклама — оплачувані кандидатом, виборчим об'єднанням або іншою особою, що діє в інтересах кандидата, виборчого об'єднання повідомлення, матеріали, які спонукують громадян здійснити запропоновані дії.